# Керг, Тео
Тео Керг (люкс. Théo Kerg, * 2 июня 1909 г. Нидеркорн, Люксембург; † 4 марта 1993 г. Шиссе-эн-Морван, Бургундия, Франция) — люксембургский художник, скульптор и график. Работал также с цветным стеклом.

## Жизнь и творчество
Образование получил в парижской Высшей школе изящных искусств в 1929-1932 годах, а затем в Сорбонне. Был затем учеником Пауля Клее и Оскара Молла в Академии художеств в Дюссельдорфе, в Германии, из которой оба эти педагога-художника в 1933 году были уволены. В 1934 году Керг приезжает в Париж, и там вступает в группу художников Abstraktion-Création (состоял в ней в 1934-1936 годах). В 1941 году становится профессором художественного развития в Индустриально-торговой школе в городе Эш-сюр-Альзетт. В 1943 году произведения Тео Керга, который работал как художник-абстракционист в занятом Германией Люксембурге, были отнесены к разряду так называемого дегенеративного искусства. В 1957-1965 годы — профессор Высшей школы искусств в Касселе, Германия.
Тео Керг является основателем такого направления в искусстве, как «тактилизм». Незадолго до своей смерти Тео Керг завещал значительную часть своих работ городу Шрисхайм, в земле Баден-Вюртемберг, Германия. В 1989 году музей был открыт в реставрированном старинном трёхэтажном доме в городском центре.

## Память
В Люксембурге его особенно помнят за витражи в церкви Святого Духа в Зенсе.

## Награды (избранное)
- 1935: Золотая медаль, Международной выставки, Брюссель (Exposition Internationale, Brüssel)
- 1950 премия фирмы Халмарк (Hallmark Prize, Paris).
- 1951: 1 приз, Биеннале Чёрного и Белого, Генуя (Biennale Bianco et Nero, Genua)
- 1953 премия Ноцето (Noceto Prize), Сан-Марино
- 1953 Вторая премия Международной выставки в Пармеме.
- 1955 "Un ami des artistes", приз Большого дворца (Grand Palais), Париж.
- 1957 Золотая медаль "VI Mostra Nazionale del Disegno e dell Incisione", провинции Реджо-Эмилия, Италия.
- 1957 Премия министерства культуры Франции (Ministère des affaires culturelles).
- 1958 Приз художественной критики Бельгии (Prix de la critique belge, Brussels).
- 1968 Серебряная медаль экспозиции «Искусство Европы», Анкона (Targa Internazionale "Europa Arte").
- 1969 Приз Floralies internationales Париж
- 1971 Золотая медаль за дизайн стеклянных изделий, Монтруж.
- 1971 Большой приз IV биеннале художников и скульпторов Лазурного берега (IVe Biennale azuréenne de peinture et de la sculpture), Канны.

## Дополнения
- Веб-сайт Тео Керга
- Музей Тео Керга в Шрисхайме